# Novella d'Andrea

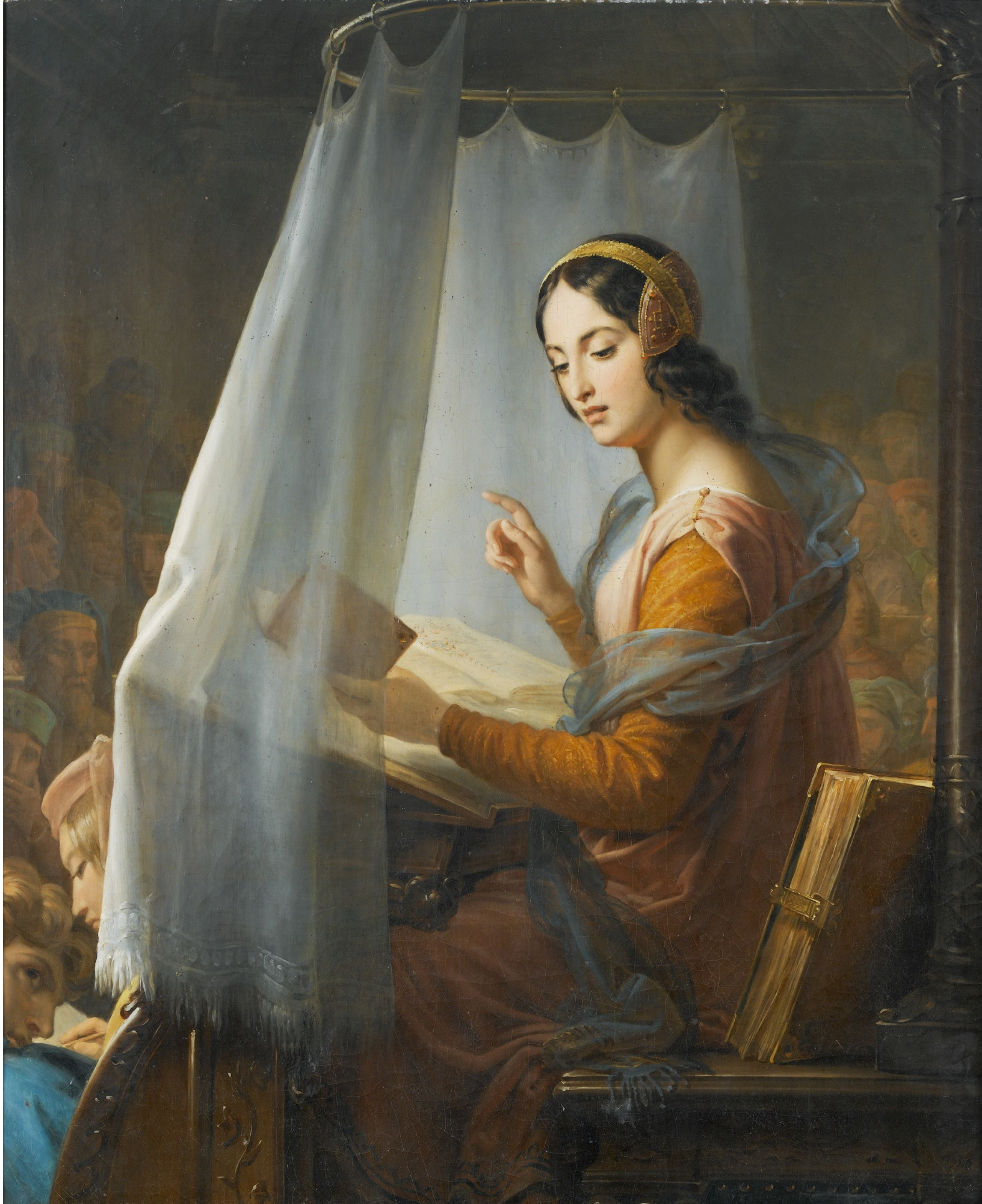
Novella d'Andrea. M.-É. Godefroid

Novella d'Andrea (Bolonia, 1312? – Bolonia, 1333) – włoska prawniczka.
Wychowana przez Giovanniego d'Andrea, profesora prawa kanonicznego na Uniwersytecie Bolońskim, była jego zastępczynią i lektorką. Jej siostra Bettina, zamężna za Giovannim Sangiorgi, objęła katedrę prawa i filozofii na Uniwersytecie Padewskim. Według Christiny de Pisan, Novella prowadziła wykłady ukryta pod płótnem namiotu, aby nie rozpraszać słuchaczy swoją urodą. Zmarła młodo. Została pochowana w bolońskiej bazylice San Domenico. Możliwe, że jej ojciec, na jej pamiątkę nadał dekretom papieża Grzegorza IX tytuł Novellae.